# کوسوواتس
کوسوواتس (به صربی: Kusovac) یک منطقهٔ مسکونی در صربستان است که در کنیچ واقع شده‌است.